# Слатина в Рожни долини
Слатина в Рожни долини (словен. Slatina v Rožni dolini) је насељено место у општини Цеље, Савињска регија, Словенија.

## Историја
До територијалне реорганизације у Словенији била је у саставу старе општине Цеље.

## Становништво
У попису становништва из 2011. године, Слатина в Рожни долини је имала 255 становника.
| Број становника према пописима | Број становника према пописима | Број становника према пописима |
| ------------------------------ | ------------------------------ | ------------------------------ |
| 1991                           | 2002                           | 2011                           |
| 128                            | 168                            | 255                            |

Напомена: До 1955. исказивано под именом Слатина. Године 2002. умањено за део насеља који је припојен насељу Горица при Шмартнем.